# Самофалов В'ячеслав Михайлович
Самофалов В'ячесла́в Миха́йлович (7 лютого 1963, Курськ, СРСР) — соліст-інструменталіст Національної філармонії України (із 1990), диригент, композитор; заслужений артист України (1999), народний артист України (2012); доцент (2005) Київського національного університету культури і мистецтв, професор (2014); член Національної всеукраїнської музичної спілки (із 1992), професор кафедри оперно-симфонічного диригування Національної музичної академії ім.П.І.Чайковського (2023).

## Біографія

### Освіта
- Донецьке музичне училище (1978—1982), клас баяна та диригування заслуженого діяча мистецтв України В.Є. В'язовського;
- Київська консерваторія ім. П.І.Чайковського (1982—1989), клас баяна професора, народного артиста України М.І. Різоля та клас диригування професора, заслуженого артиста України М.І. Гозулова;
- Стажування в Лейпцизькій Вищій музичній школі «Felix Mendelssohn Bartholdy» (1987, Німеччина);
- Національна музична академія України ім. П.І.Чайковського (2005—2009) з відзнакою як диригент оперного та симфонічного оркестру, клас професора, народного артиста України В.Б. Гнєдаша.

## Конкурси, фестивалі
- Лауреат III премії Республіканського конкурсу (Рівне, Україна, 1988);
- Лауреат I премії Міжнародного конкурсу «Citta di Castelfidardo» (Кастельфідардо, Італія, 1999);
- Дипломант Міжнародного конкурсу «Astor Piazzolla» (Кастельфідардо, Італія, 1999);
- Дипломант Міжнародного конкурсу «Coupe Mondiale» (Копенгаген, Данія, 2002).

Гастролі: Польща, Угорщина, Білорусь, Німеччина, Франція, Італія, Швейцарія, Голландія, Перу, Колумбія, Сальвадор, Еквадор, Коста-Рика, Панама, Данія, Швеція; є учасником та членом журі 32 українських та міжнародних фестивалів.

## Творчість

### Авторські твори
У творчому здобутку понад 300 обробок та аранжувань для різних за складом ансамблів, оркестру, хору.
Опери та балети
- Аранжування музики до балету на одну дію «ІСТОРІЇ У СТИЛІ ТАНГО» (хореографія А.Шошин, КМАТОБ, 2018);
- Аранжування музики Ф.Шуберта до балету на одну дію «ЛЕГЕНДА ПРО ВІЧНЕ КОХАННЯ» (хореографія А.Шошин, КМАТОБ, 2019);
- Опера-казка «КРАЩА ПІСНЯ ЛІСОВОЇ КРАЇНИ» —  лібрето Ю.Бережко-Камінської (2018);
- Опера-балет "ПОРИ РОКУ УКРАЇНИ" на 4 дії - лібрето Л.Прутика (2022)

#### Інструментальні твори
- Музика до казок Р. Кіплінга: «Про Слоненя», «Про Носорога»; «Про Кита», «Про Броненосців» (2005);

#### Сюїти
- «Листи мого дитинства»
- «Поліфонічний зошит»
- «Каприс-сюїта»
- «Мальовнича Україна» (2007)

#### Твори для симфонічного оркестру
- «Колумбійський карнавал» (1993);

- Сюїта «Музика старовинного маєтку» (присвята Росаріо Белла) на 7 частин: «Алеманда», «Куранта», «Сарабанда», «Гавот», «Мазурка», «Менует», «Сальтарела» (2012);
- Чотири сюїти для симфонічного оркестру з музики до опери-балету «ПОРИ РОКУ УКРАЇНИ»: Колодій (7 частин), Купальська (6 частин), Осенини (5 частин), Коляда (5 частин) (2023).

#### Вокальні та хорові твори
- Пісні на вірші Р. Кіплінга з книги «Казки просто так»: «Казкова Бразилія», «Колискова (Кицька співає)», «Повчальна пісенька» (2005);

- «Ave Maria»  - для солістів, хору, оркестру, органу (2012);
- «ПОРИ РОКУ» - чотири слов’янські концерти циклу для мішаного хору («Купальська» на 5 частин; «Масляна» на 7 частин; «Осенини» на 5 частин; «Коляда» на 5 частин) (2014);
- «Історія солдата» — Кантата на шість частин на вірші Г.Рождєствєнського, Ю.Бережко-Камінської, С.Орлова, П.Мельника (2016—2018);
- «Поет і смерть» - вокальний цикл на вірші Г.Лорки, Ж.Брассанса, М.Жаровіна, В.Симоненка (2017—2020);
- «Щедрик» — обробка української народної пісні для мішаного хору за музикою Д.Клебанова (2020);
- «Оддай мене, моя мамо» — обробка для жіночого хору за мелодією М. Хоменка на вірші Шевченка;
- «Коломийка» — обробка буковинської народної пісні для мішаного хору (2019);
- «Чорноброва дівчинонька» — обробка української народної пісні для мішаного хору (2020);

### Видання
- Астор Пьяццолла. Композиции, вып.1 / аранж. для квартета баянистов В.М. Самофалов. — Санкт-Петербург: Композитор, 2001. — 40 с.
- Астор Пьяццолла. Композиции, вып.2 / аранж. для квартета баянистов В.М. Самофалов. — Санкт-Петербург: Композитор, 2001. — 40 с.
- Астор Пьяццолла. Композиции, вып.3 / аранж. для квартета баянистов В.М. Самофалов. — Санкт-Петербург: Композитор, 2001. — 32 с.
- Самофалов В. Ансамблі з баяном (акордеоном). Хрестоматія — частина I / В.М. Самофалов. — Вінниця: Нова книга, 2007. — 108 с.
- Самофалов В. Ансамблі з баяном (акордеоном). Хрестоматія — частина II / В.М. Самофалов. — Вінниця: Нова книга, 2007. — 102 с.
- Самофалов В. Ансамблі з баяном (акордеоном). Хрестоматія — частина III / В.М. Самофалов. — Вінниця: Нова книга, 2007. — 88 с.
- Самофалов В. Ансамблі з баяном (акордеоном). Хрестоматія — частина IV / В.М. Самофалов. — Вінниця: Нова книга, 2007. — 96 с.
- Самофалов В. Ансамблі з баяном (акордеоном). Хрестоматія — частина V / В.М. Самофалов. — Вінниця: Нова книга, 2010. — 92 с.
- Самофалов В. Ансамблі з баяном (акордеоном). Хрестоматія — частина VI / В.М. Самофалов. — Вінниця: Нова книга, 2010. — 92 с.
- Самофалов В. Мальовнича Україна. Сюїта для ансамблю народної музики / В.М. Самофалов. — Київ: Homviora, 2007. — 48 с.
- П.І. Чайковський. Дитячий альбом / аранжування для струнного квартету В. Самофалов / В.М. Самофалов. — Київ: Homviora, 2010. — 56 с.
- Самофалов В. П'єси для готово-виборного баяна / В.М. Самофалов. — Вінниця: Нова книга, 2010. — 100 с.
- Співає Український народний хор КНУКіМ, вип. 1 / аранж. та інстр. С.Є. Павлюченко, переклад. супроводу В.М. Самофалов. — Вінниця: Нова книга, 2011. — 232 с.
- Співає Український народний хор КНУКіМ, вип. 2 / аранж. та інстр. С.Є. Павлюченко, переклад. супроводу В.М. Самофалов. — Вінниця: Нова книга, 2011. — 234 с.
- Співає Український народний хор КНУКіМ, вип. 3 / аранж. та інстр. С.Є. Павлюченко, переклад. супроводу В.М. Самофалов. — Вінниця: Нова книга, 2011. — 218 с.
- Самофалов В. Пори року. Чотири слов'янські концерти для мішаного хору / В.М. Самофалов. — Київ: Альфа Реклама, 2014. — 208 с.

#### Наукові статті
Загалом має 24 публікації, з них 3 наукові, 9 навчальних посібників для вищих музичних навчальних закладів III—IV рівнів акредитації.
- Самофалов В. Про значення ансамблевої гри у вихованні баяніста (акордеоніста): стаття / В.М. Самофалов. — Питання культурології. Збірник наукових праць. Вип.26 / К.:КНУКіМ. — Київ, 2010. — 248 с. — С. 233—238.
- Самофалов В. Аналіз побудови та засоби відтворення композиційно-драматургічної цілісності Органної прелюдії та фуги a-moll Й.С. Баха в перекладенні для баяна (акордеона): стаття / В.М. Самофалов. — Науковий часопис Національного педагогічного університету ім. М.П. Драгоманова. Серія 14. Теорія та методика мистецької освіти: Збірник наукових праць / Матеріали IV Міжнародної науково-практичної конференції «Гуманістичні орієнтири мистецької освіти», 27-29 квітня 2011 року. Вип.11 (16). — Київ НПУ, 2011. — 319 с. — С. 305—308.
- Самофалов В. Деякі аспекти творчості Астора П'яццолли. Трактування перекладень його творів для ансамблів з баяном (акордеоном): стаття / В.М. Самофалов. — Наукова збірка «Київське музикознавство. Культурологія та мистецтвознавство». Вип. 41. — Київ, 2012. — 283 c. — С. 187—194.

### Аудіозаписи
- «Грає В'ячеслав Самофалов» (1989);
- 2 CD «Rizol quartet» («J.R.C.», 2000);
- «Ukrainian Trio» (Denmark, 2002);
- Б.Абді — «Симфонія Сонцю» (2005);
- «Piazzolla & tango» (2018)

Нагороди
- Заслужений артист України (1999)
- Почесна відзнака Міністерства культури і туризму України (2007)
- Народний артист України (2012)[1]
- Відзнака «Георгія Переможця» ІІ-го ступеня (2012) та І-го ступеня (2013) з благословення патріарха Філарета
- Іменем Самофалова названо малу планету Сонячної системи: 262418 Samofalov (2006 UV61). NASA — Jet Propulsion Laboratory (2013)
- В 2014 році твір В. Самофалова "AVE MARIA" отримав Благословення Його Святійшества Папи Римського Франциска